# Кунтце, Тадеуш
Тадеуш Кунтце (Тадеуш Конич; пол. Tadeusz Kuntze, Tadeusz Konicz, итал. Taddeo Pollacco, 20 апреля 1727 года, Зелёна-Гура — 8 мая 1793 года, Рим) — польский художник. Большую часть жизни прожил в Италии, где переделал свое имя на местный манер и был известен, как Таддео Поллако.

## Биография

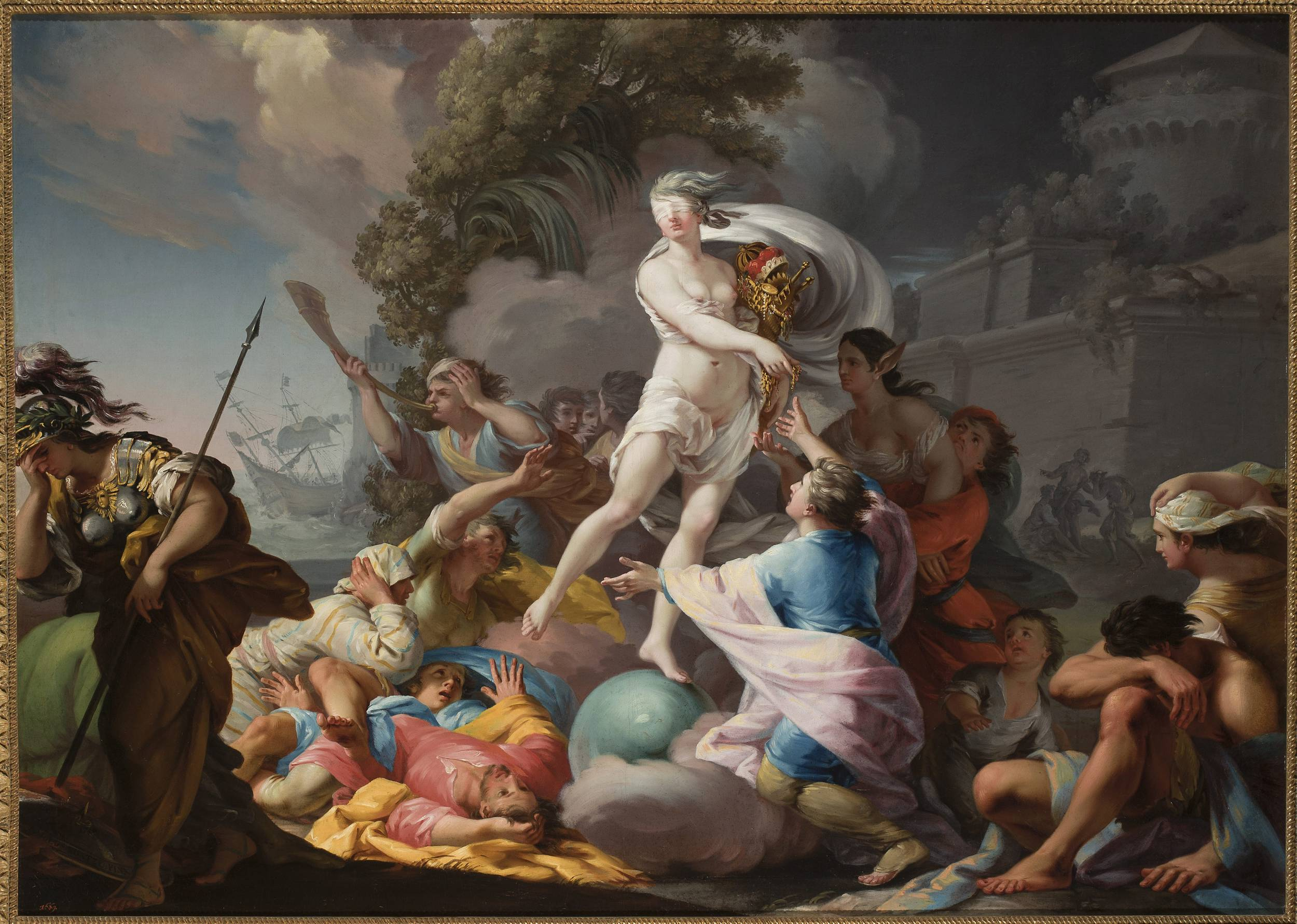
Фортуна, 1754 год, Национальный музей (Варшава)

Кунтце родился в Зелёна-Гура 3 октября 1733 года. Он был воспитан в Кракове при дворе епископа Анджея Станислава Залуского и был его придворным художником. С 1747 по 1752 год обучался в Риме и в Академии святого Луки в классе Людовико Маццанти. В 1754 году он написал несколько работ в Польше. С 1756 года обучался во Французской академии в Париже. С 1757 по 1758 год проживал в Кракове при дворе Залуского. После смерти Залуского в конце 1758 года Кунце отправился в Испанию. К 1766 году он снова был в Риме, где умер в 1793 году.
В 1775 году Кунтце женился на дочери столяра Анне Валентини. В семье родилось трое детей: два сына Антонио и Пьетро, также ставшие художниками. Дочь Изабелла в 1810 году вышла замуж за испанского художника Хосе Мадрасо и тем самым стала прародительницей художественной династии Мадрасо. Её сыновья Федерико, Педро и Луис, а также внук Раймундо стали художниками. Праправнук Тадеуша Кунтце — испанский дизайнер Мариано Фортуни.
Творчество Тадеуша Кунтце характеризуется большим наличием картин религиозной тематики. Его произведениями украшены многочисленные алтари, фрески и внутренний интерьер в краковских, варшавских и римских католических храмах.

## Творчество
- картины «Мученичество святого Войцеха», «Святой Николай» и «Святой Казимир». Находятся в ризнице кафедрального собора святых Станислава и Вацлава на Вавеле.
- картины «Фортуна» и «Искусство». Находятся в Национальном музее Варшавы;
- икона «Обращения святого апостола Павла». Находится в церкви Обращения святого апостола Павла в Кракове.
- портреты епископа Анджея Станислава Залуского (1758 г.).
- икона «Михаил Архангел» в Костёле на Скалке.
- «Святой Норберт принимает Устав из рук святого Августина» (1759 г.). Находится в монастыре норбертанок в населённом пункте Имбрамовице.
- «Мученичество Святого Варфоломея» в соборе Святого Андрея в Вероли.

## Галерея

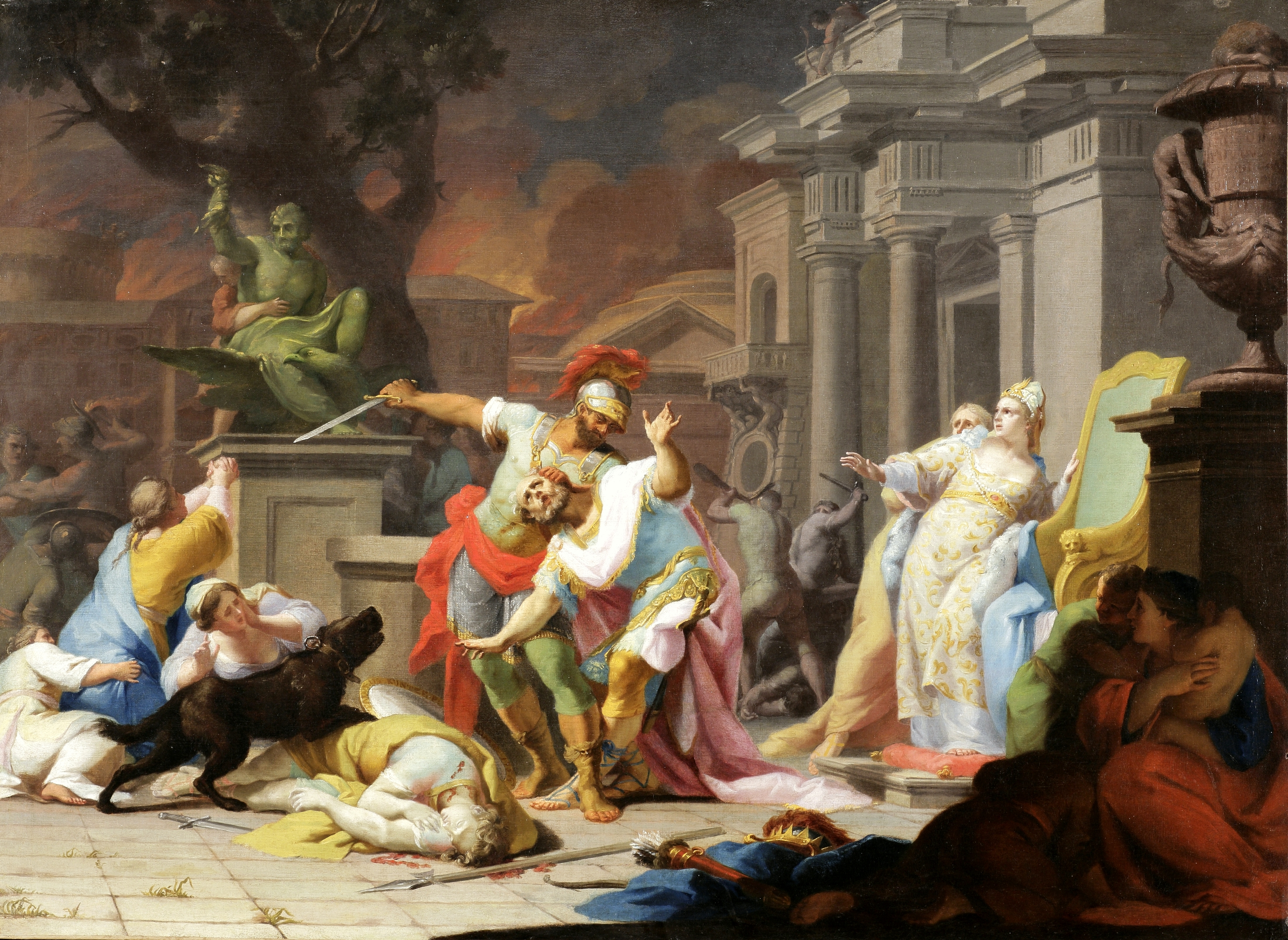
Гибель Приама, 1756, Вавель, Краков
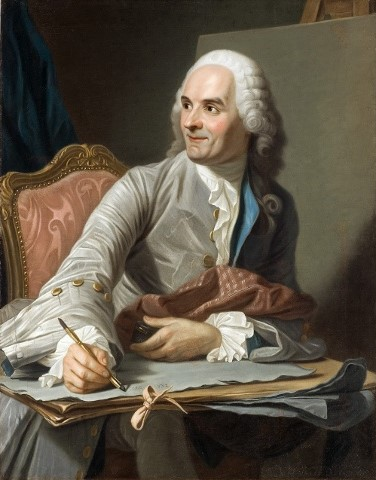
Портрет художника Жана Ресту-Младшего. Масляная копия пастельного оригинала французского художника Мориса Кантена де Латура.
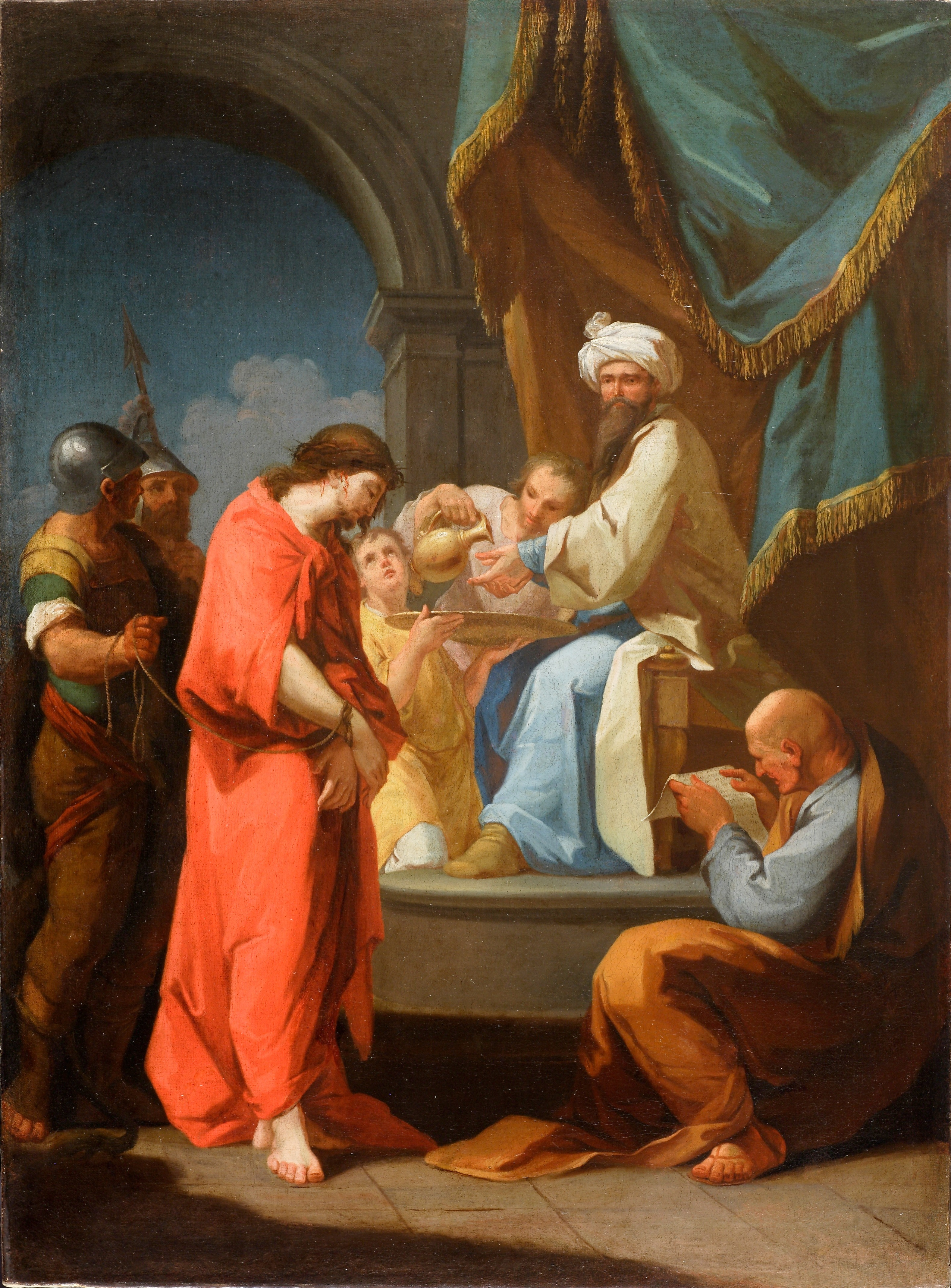
Христос перед Пилатом, Вавель, Краков
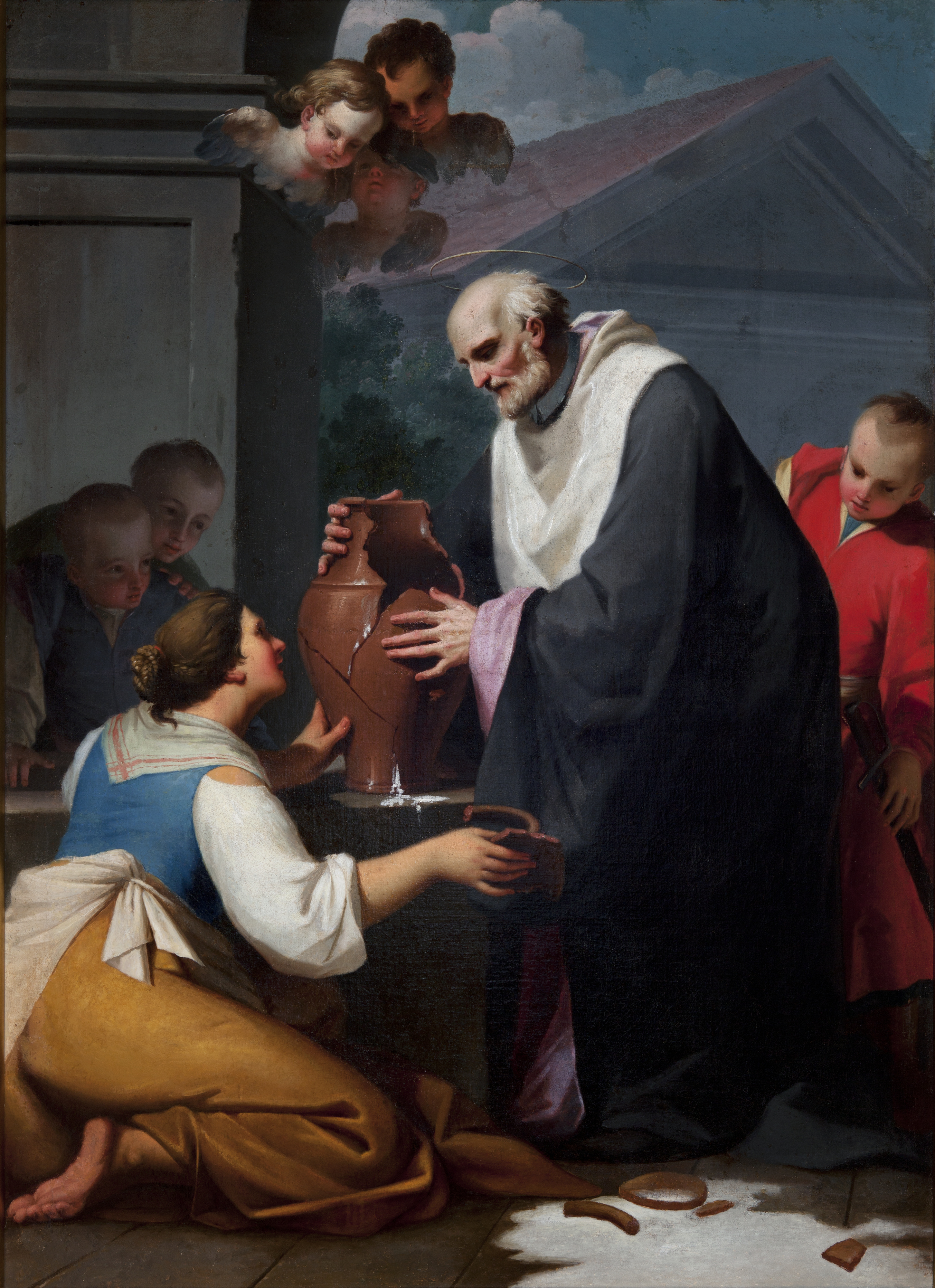
Чудо святого Иоанна Кантия, Национальный музей (Краков)

## Источник
- E. Schleier, «L’ultimo pittore del rococo a’Roma. Opere sconosciute di Thaddäus Kuntz, Arte Illustrata», III, 1970, nr 27-29, s. 92-109;
- «Taddeo Kuntz decoratore del Palazzo Rinuccini a’Roma», Antichita Viva, XX, 1981, nr 5, s. 23-29
- «Inediti di Taddeo Kuntz, Scrini di storia dell’arte in onore di Federico Zeri», Milano 1984, t.II, s. 866-79
- «Una decorazione poco nota di Taddeo Kuntz in una chiesa romana, Arte Cristiana», LXXVI, 1988, nr 7-8, s. 303—308
- «Słownik Artystów Polskich i obcych w Polsce działających», Wrocław. Warszawa. Kraków. Gdańsk. Łódź, 1986, s. 366-74 (Z. Prószyńska)
- Z. Prószyńska, «Twórczość Tadeusza Kuntzego w Rzymie», w: (red. M. Morka, P. Paszkiewicz) «Między Polską a światem», I, Warszawa 1993, s. 42-56
- M. Wnuk, «W sprawie daty urodzenia Tadeusza Kuntzego», Biuletyn Historii Sztuki, LXII, 2000, nr 3-4, s. 631